# Myrtilla Miner

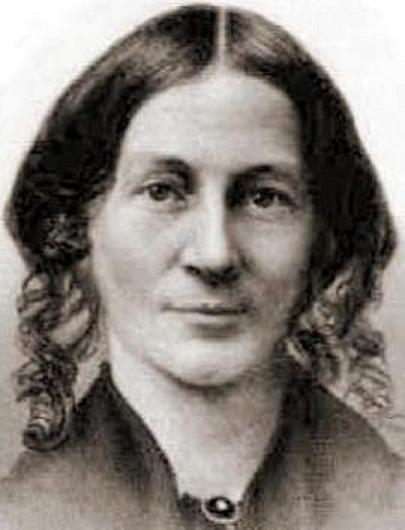
Myrtilla Miner

Myrtilla Miner (* 4. März 1815 bei Brookfield, New York City; † 17. Dezember 1864 in Washington, D.C.) war eine US-amerikanische Pädagogin und Abolitionistin. Sie war die Gründerin der Normal School for Coloured Girls Washington, D.C., der heutigen University of the District of Columbia.

## Leben und Werk
Miner war eines der zwölf Kinder von Seth Milner und Eleanor Smith Miner und träumte als junges Mädchen davon zu studieren. Sie wurde von dem Erzieher und Reformer Henry Barnard beeinflusst, der später von 1855 bis 1881 als Herausgeber des American Journal of Education tätig war. Sie korrespondierte mit dem New Yorker Gouverneur William H. Seward und forderte Unterstützung für die Fortbildung der Frauen. Trotz ihrer gebrechlichen Gesundheit arbeitete sie in den Hopfenfeldern, um Geld für ihre Ausbildung zu verdienen. Sie wurde von 1840 bis 1844 am Clover Street Seminary in Rochester (New York) ausgebildet und unterrichtete an verschiedenen Schulen, von 1844 bis 1846 an öffentlichen Schulen in Providence, Rhode Island und anschließend bis 1847 am Newton Female Institute in Whitesville, Mississippi (Bundesstaat). 
Dort unterrichtete sie die Töchter wohlhabender lokaler Pflanzer und war schockiert über den Zustand der afroamerikanischen Sklaven. Sie bot an, die Schule für junge afroamerikanische Sklavinnen zu öffnen, die zu den Pflanzern gehörten, deren Töchter sie unterrichtete. Ihre Initiative wurde abgelehnt, weil dies in den Gesetzen von Mississippi untersagt wurde. 1848 kehrte sie nach New York zurück und bat verschiedene Personen, ihr bei der Finanzierung eines Projekts zur Schaffung einer Schule für Afroamerikaner in Washington zu helfen. Sie schrieb an Frederick Douglass, der skeptisch war und sie warnte, dass ihr Projekt zu ihrer Ermordung führen könnte. Unterstützung erhielt sie unter anderem von Reverend Henry Ward Beecher und Ednah Thomas, einem Quäker, der 100 Dollar spendete, um ihr bei dem Aufbau ihrer Schule zu helfen. Zu den größten Spenden von Einzelpersonen zählten zweifelsohne die 1.000 US-Dollar, die ihr Harriet Beecher Stowe, die Autorin von Onkel Toms Hütte zukommen ließ.
1851 eröffnete Miner die Normal School for Coloured Girls in Washington, D.C. Innerhalb von zwei Monaten stieg die Zahl der Einschreibungen von 6 auf 40 Schüler und angesichts der Zunahme der Einschreibungen zog sie in ein Haus, das nur wenige Schritte vom Weißen Haus entfernt lag. Sie musste erneut umziehen, um der Feindseligkeit und verschiedenen Bedrohungen aus der Nachbarschaft zu entkommen. Dank verschiedener Spender wie Gamaliel Bailey, Thomas Smith Williamson, Harriet Beecher Stowe konnte sie 1854 ein Haus am Stadtrand kaufen. 1856 wurde die Schule von einem Kuratorium betreut, darunter Henry Ward Beecher, Johns Hopkins, Harriet Beecher Stowe, Samuel M. Janney, Thomas Williamson, Samuel Rhoads. Obwohl die Schule Grundschulunterricht und Unterricht in häuslichen Fertigkeiten anbot, lag der Schwerpunkt von Anfang an auf der Ausbildung afroamerikanischer Frauen zu Lehrerinnen. 
Während des Bürgerkriegs wurde die Schule geschlossen und schließlich wiedereröffnet. Von 1871 bis 1876 war die Schule mit der Howard University verbunden und wurde 1879 als Miner Normal School Teil des öffentlichen Schulsystems vom District of Columbia. 1929 wurde es zum Miner Teachers College und 1955 fusionierte es mit dem Wilson Teachers College zum District of Columbia Teachers College, 1976 wurde das College die University of the District of Columbia.
1856 führte der verschlechterte Gesundheitszustand von Miner dazu, dass sie sich in ein Sanatorium in Elmira (New York) begab und aus der Schulleitung zurückzog. 1857 übernahm Emily Howland die Leitung der Schule und 1861 fuhr sie zur Erholung nach Kalifornien. Nach einem Kutschenunfall 1864 verstarb sie kurz nach ihrer Rückkehr nach Washington, D.C. an Tuberkulose. Ihr Grab befindet sich auf dem Oak Hill Cemetery in Washington D.C.
Die Miner-Grundschule in Washington, D.C., ist ihr zu Ehren benannt.